# Somatochlora lingyinensis
Somatochlora lingyinensis är en trollsländeart som beskrevs av Zhou och Wei 1979. Somatochlora lingyinensis ingår i släktet glanstrollsländor, och familjen skimmertrollsländor. Inga underarter finns listade i Catalogue of Life.